# Lisi Martin
Lisi Martin, född 1944 i Barcelona, Spanien, är en spansk illustratör mest känd för sina julkort och gratulationskort utgivna av Pictura AB.
Vid 16 års ålder började Lisi studera konst på Escuela Massana de arte i Barcelona. Hon började arbeta åt Pictura 1983 efter att ha träffat dem på en mässa i Frankfurt. Hon är gift och har två söner.